# Сержанов, Мамбет
Мамбет Сержанов (каз. Мәмбет Сержанов; 1890 год — 1954 год) — старший чабан колхоза «Жулдуз» Фурмановского района Западно-Казахстанской области, Казахская ССР. Герой Социалистического Труда (1948).
С 1932 года трудился табунщиком, старшим табунщиком в колхозе «Жулдуз» Фурмановского района. В 1948 году удостоен звания Героя Социалистического Труда «за получение высокой продуктивности животноводства в 1947 году при выполнении колхозом обязательных поставок сельскохозяйственных продуктов и плана развития животноводства».
Скончался в 1954 году.
Награды
- Герой Социалистического Труда — указом Президиума Верховного Совета СССР 23 июля 1948 года
- Орден Ленина